# Jack Buchanan
Jack Buchanan, all'anagrafe Walter John Buchanan (Helensburgh, 2 aprile 1891 – Londra, 20 ottobre 1957), è stato un attore, cantante e regista scozzese.

## Biografia
Figlio di Walter John Buchanan Sr. e di Patricia McWatt, Jack Buchanan fu educato alla Glasgow Academy ed ebbe le prime esperienze artistiche recitando a Glasgow. Trasferitosi a Londra all'età di circa vent'anni, assunse lo pseudonimo di Chump Buchanan e debuttò al West End nel settembre del 1912 nell'opera comica The Grass Widow, messa in scena all'Apollo Theatre. Esonerato dal servizio militare per la salute delicata, Buchanan non partecipò alla prima guerra mondiale e nella seconda metà degli anni dieci continuò la gavetta sui palcoscenici del West End, facendosi un certo nome come attore brillante e conquistando la definitiva consacrazione nel 1921 grazie alla rivista A to Z di André Charlot, nella quale apparve accanto alla stella del teatro inglese Gertrude Lawrence e che lo portò nel 1924 in tournée negli Stati Uniti fino a Broadway.
Il 9 gennaio 1924 appare nella prima assoluta di Andre Charlot's Revue of 1924 di Eubie Blake, Philip Braham ed Ivor Novello per il Broadway theatre con la Lawrence e Beatrice Lillie arrivando a 298 recite.
Il 10 novembre 1925 cura la coreografia ed è Jack/Aubrey/mr. B. nella prima assoluta di Charlot's Revue of 1926 di Blake, Braham e Novello con la Lawrence e la Lillie a Broadway arrivando a 138 recite.
Nel frattempo Buchanan aveva debuttato nel cinema nel 1917 e durante gli anni venti apparve in alcuni film muti, ma sostanzialmente la prima parte della sua carriera lo vide protagonista del teatro leggero inglese in ruoli di cantante e ballerino in frac e cravatta bianca, capace di muoversi sul palcoscenico con disinvoltura e leggerezza. Dal 1922, oltre a recitare, iniziò a mettere in scena spettacoli scritti da lui, curandone sia la regia che la produzione, e raggiunse la notorietà anche sul grande schermo come elegante interprete di commedie musicali. Tra i film interpretati negli anni trenta sono da ricordare Montecarlo (1930) di Ernst Lubitsch, sofisticata commedia in cui Buchanan interpretò l'aristocratico che si finge un modesto parrucchiere per avvicinare la contessa di cui si è innamorato (Jeanette MacDonald), La fioraia di Vienna (1932) con Anna Neagle (con la quale era apparso in un precedente successo teatrale, Stand Up and Sing), Brewster's Millions (1935) e Vogliamo la celebrità (1938). Di alcuni film fu anche sceneggiatore, produttore e regista, come That's a Good Girl (1933) e The Sky's the Limit (1938).
Durante gli anni quaranta l'attore fu pressoché assente dagli schermi e si concentrò verso molteplici attività di management in ambito teatrale, con ruoli direzionali in diversi teatri in Inghilterra e nella natia Scozia, oltre a realizzare un partenariato con i produttori cinematografici J. Arthur Rank e Charles Woolf per la gestione dei Riverside Studios di Hammersmith.

### Spettacolo di varietà
Dopo diversi anni di lontananza dal grande schermo, Buchanan ebbe un inatteso rilancio con il film per il quale è oggi maggiormente ricordato, il musical Spettacolo di varietà (1953) di Vincente Minnelli, in cui apparve accanto a Fred Astaire (nei panni di una vedette di Broadway sul viale del tramonto), Cyd Charisse (la ballerina scritturata come sua partner), Oscar Levant e Nanette Fabray (un'allegra coppia di scrittori). 

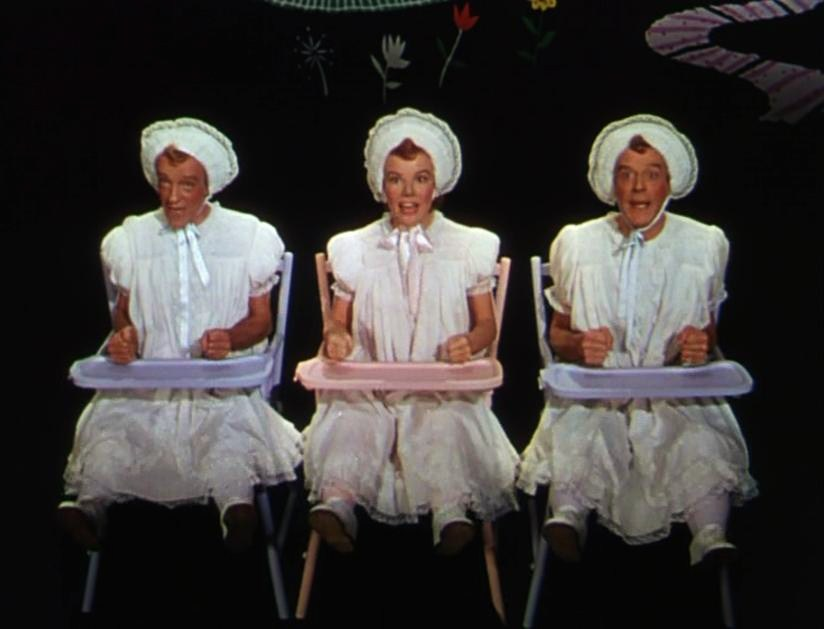
Astaire, Fabray e Buchanan in Tiplets, numero musicale di Spettacolo di varietà

Buchanan completa la compagnia di artisti, che uniscono le loro forze per produrre un musical, vestendo i panni di Jeffrey Cordova, un regista-impresario di grande talento ma dall'ego altrettanto esplosivo. Con la sua alta e signorile figura, la raffinata gestualità e il gradevole timbro vocale, Buchanan fu apprezzato in alcuni numeri musicati da Howard Dietz e Arthur Schwartz. In frac e cravatta bianca, duettò con Astaire in I Guess I'll Have to Change My Plans, affiancò Astaire e la Fabray in Tiplets, in cui i tre interpreti trotterellano nei panni di lattanti in pannolini e ciripà, e cantano scatenandosi sui rispettivi seggioloni. A coronamento di un'intensa e matura interpretazione, Buchanan si produce infine con gli altri protagonisti nel numero That's Entertainment!, l'inno allo spettacolo che conclude il film.

### Gli ultimi anni
La maturità e i crescenti problemi di salute non consentirono a Buchanan di proseguire sulla strada tracciata dal grande successo di Spettacolo di varietà. L'attore apparve ancora sullo schermo nelle commedie inglesi La pace torna in casa Bentley (1955) e Josephine and Men (1955), e nel film di produzione francese Il carnet del maggiore Thompson (1955). Sofferente per un tumore alla spina dorsale, morì a Londra nel 1957, all'età di sessantasei anni.

## Vita privata
Jack Buchanan sposò nel 1915 la cantante Saffo Arnau, ma il matrimonio fu annullato nel 1920. Dopo una relazione con l'attrice australiana Coral Browne, Buchanan si risposò nel 1947 con l'americana Susan Bassett, adottandone il figlio Theo, che la moglie aveva avuto da un precedente matrimonio.

## Filmografia
- Auld Lang Syne, regia di Sidney Morgan (1917)
- Her Heritage, regia di Bannister Merwin (1919)
- The Audacious Mr. Squire, regia di Edwin Greenwood (1923)
- Bulldog Drummond's Third Round, regia di Sidney Morgan (1925)
- The Happy Ending, regia di George A. Cooper (1925)
- Settled Out of Court, regia di George A. Cooper (1925)
- A Typical Budget, regia di Adrian Brunel (1925)
- Un homme en habit, regia di René Guissart (1931)
- Confetti, regia di Graham Cutts (1928)
- Toni, regia di Arthur Maude (1928)
- Parigi (Paris), regia di Clarence C. Badger (1929)
- Rivista delle nazioni (The Show of Shows), regia di John G. Adolfi (1929)
- Montecarlo, regia di Ernst Lubitsch (1930)
- A Man of Mayfair, regia di Louis Mercanton (1931)
- La fioraia di Vienna (Good Night, Vienna), regia di Herbert Wilcox (1932)
- Yes, Mr. Brown, regia di Herbert Wilcox e Jack Buchanan (1933)
- That's a Good Girl, regia di Jack Buchanan (1933)
- Brewster's Millions, regia di Thornton Freeland (1935)
- Come Out of the Pantry, regia di Jack Raymond (1935)
- When Knights Were Bold, regia di Jack Raymond (1936)
- Smash and Grab, regia di Tim Whelan (1937)
- The Sky's the Limit, regia di Lee Garmes e Jack Buchanan (1938)
- Vogliamo la celebrità (Break the News), regia di René Clair (1938)
- This'll Make You Whistle, regia di Herbert Wilcox (1938)
- Sweet Devil, regia di René Guissart (1938) (solo produttore)
- Alias the Bulldog (1939)
- I gioielli della corona (The Gang's All Here), regia di Thornton Freeland (1939)
- The Middle Watch, regia di Thomas Bentley (1940)
- Bulldog Sees It Through, regia di Harold Huth (1940)
- Happidrome, regia di Philip Brandon (1943) (solo produttore)
- Some Like It Rough, regia di Richard Massingham (1944) (voce)
- Spettacolo di varietà (The Band Wagon), regia di Vincente Minnelli (1953)
- La pace torna in casa Bentley (As Long as They're Happy), regia di J. Lee Thompson (1955)
- Josephine and Men, regia di Roy Boulting (1955)
- Il carnet del maggiore Thompson (Les Carnets du Major Thompson), regia di Preston Sturges (1955)

## Doppiatori italiani
Nelle versioni in italiano dei suoi film, Jack Buchanan è stato doppiato da:
- Nino Pavese in Spettacolo di varietà